# Coupe du monde de saut à ski 2009-2010
Navigation
Édition précédente Édition suivante
La coupe du monde de saut à ski 2009-2010 a été la 31e édition de la coupe du monde de saut à ski, compétition de saut à ski organisée annuellement. Elle s'est déroulée du 26 novembre 2009 au 14 mars 2010 entrecoupée par les Jeux olympiques de Vancouver entre le 12 et le 28 février 2010. La compétition a débuté dans la station de Kuusamo ; elle a fait étape au cours de la saison en Allemagne (Oberstdorf, Garmisch-Partenkirchen, Klingenthal et Willigen), en Autriche (Innsbruck, Bischofshofen et Tauplitz), en Finlande (Kuusamo, Lahti et Kuopio), au Japon (Sapporo), en Norvège (Trondheim, Lillehammer et Oslo), en Pologne (Zakopane), en République tchèque (Harrachov) et en Suisse (Engelberg).

## Classement général

### Points attribué à chaque compétition
| Place  | 1er | 2e | 3e | 4e | 5e | 6e | 7e | 8e | 9e | 10e | 11e | 12e | 13e | 14e | 15e | 16e | 17e | 18e | 19e | 20e | 21e | 22e | 23e | 24e | 25e | 26e | 27e | 28e | 29e | 30e |
| ------ | --- | -- | -- | -- | -- | -- | -- | -- | -- | --- | --- | --- | --- | --- | --- | --- | --- | --- | --- | --- | --- | --- | --- | --- | --- | --- | --- | --- | --- | --- |
| Points | 100 | 80 | 60 | 50 | 45 | 40 | 36 | 32 | 29 | 26  | 24  | 22  | 20  | 18  | 16  | 15  | 14  | 13  | 12  | 11  | 10  | 9   | 8   | 7   | 6   | 5   | 4   | 3   | 2   | 1   |

### Palmarès
| Rang | Nom                   | Points |
| ---- | --------------------- | ------ |
| 1    | Simon Ammann          | 1649   |
| 2    | Gregor Schlierenzauer | 1368   |
| 3    | Thomas Morgenstern    | 944    |
| 4    | Andreas Kofler        | 893    |
| 5    | Adam Malysz           | 842    |
| 6    | Wolfgang Loitzl       | 760    |
| 7    | Anders Jacobsen       | 557    |
| 8    | Martin Koch           | 545    |
| 9    | Bjoern Einar Romoeren | 517    |
| 10   | Robert Kranjec        | 503    |

| Rang | Pays      | Points |
| ---- | --------- | ------ |
| 1    | Autriche  | 6858   |
| 2    | Norvège   | 3117   |
| 3    | Allemagne | 2884   |
| 4    | Finlande  | 2093   |
| 5    | Suisse    | 1910   |
| 6    | Pologne   | 1806   |
| 7    | Slovénie  | 1503   |
| 8    | Japon     | 1412   |
| 9    | Tchéquie  | 980    |
| 10   | France    | 524    |

## Épreuves individuelles
- Le sauteur à ski surligné en jaune est, au moment de la compétition, le meneur au classement de la Coupe du monde.

### Déroulement de la saison

#### Première étape à Kuusamo

##### HS142Kuusamo, 28 novembre 2009
| Rang | Nom                   | Points |
| ---- | --------------------- | ------ |
| 1    | Bjørn Einar Romøren   | 299.8  |
| 2    | Pascal Bodmer         | 290.7  |
| 3    | Wolfgang Loitzl       | 290.4  |
|      |                       |        |
| 19   | Gregor Schlierenzauer | 255.3  |

Traditionnellement, la première étape de la Coupe du monde de saut à ski se déroule sur le Rukatunturi de Kuusamo en Finlande. Vainqueur surprise, Bjoern Einar Romoeren l'emporte pour la première fois depuis février 2008 grâce à deux sauts de 139,5 m et 139,0 m pour un total de 299,8 points. Il devance le grand espoir du saut à ski allemand Pascal Bodmer qui monte sur son premier podium et l'Autrichien Wolfgang Loitzl. Plus en retrait, les favoris de cette première compétition, le tenant du titre Gregor Schlierenzauer et son dauphin Simon Ammann, ont dû se contenter des 19e et 12e places.

#### Deuxième étape à Lillehammer
La seconde étape, initialement prévue à Trondheim en Norvège, est déplacée à Lillehammer après la fermeture du tremplin pour problèmes techniques.

##### HS140Lillehammer, 5 décembre 2009
| Rang | Nom                   | Points |
| ---- | --------------------- | ------ |
| 1    | Gregor Schlierenzauer | 268.9  |
| 2    | Thomas Morgenstern    | 265.4  |
| 3    | Adam Małysz           | 259.8  |
|      |                       |        |
| 17   | Bjørn Einar Romøren   | 232.3  |

Après une décevante 19e position à la première étape de la Coupe du monde à Kuusamo en Finlande, l'Autrichien Gregor Schlierenzauer, lauréat de la Coupe du monde 2008-09 (avec un record de 19 victoires), renoue avec le podium au premier concours individuel de l'étape de Lillehammer, avec des sauts à 125,5 et 141 m pour un total de 268,9 points. Schlierenzauer, qui totalise désormais 25 victoires sur le circuit mondial, a devancé un autre Autrichien, Thomas Morgenstern (130 et 134 m) et le Polonais Adam Malysz (127,5 et 134,5 m).
Vainqueur de l'étape de Kuusamo, le Norvégien Bjørn Einar Romøren demeure premier au classement général, avec un maigre 2 points, malgré une 17e position.

##### HS140Lillehammer, 6 décembre 2009
| Rang | Nom                 | Points |
| ---- | ------------------- | ------ |
| 1    | Simon Ammann        | 277.1  |
| 2    | Harri Olli          | 267.6  |
| 3    | Emmanuel Chedal     | 265.0  |
|      |                     |        |
| 35   | Bjørn Einar Romøren | 102.2  |

Le second au classement de la Coupe du monde 2009, le Suisse Simon Ammann remporte sa première victoire ainsi qu'un premier podium cette saison au deuxième jour de l'étape de Lillehammer. À son premier saut, Ammann établit un nouveau record avec une distance de 146,0 m. Avec ses 277,1 points au total, le Suisse devance le Finlandais Harri Olli (267,6 points) et le Français Emmanuel Chedal (265 points). Malgré une chute à son premier saut (150,5 m), l'Autrichien Gregor Schlierenzauer remporte la 4e position et devient le nouveau leader au classement général. Le détenteur, par 2 points, du maillot jaune avant l'épreuve, le Norvégien Bjoern Einar Romoeren, termine en 35e position.

#### Troisième étape à Engelberg

##### HS137Engelberg, 18 décembre 2009
| Rang | Nom                   | Points |
| ---- | --------------------- | ------ |
| 1    | Simon Ammann          | 270.4  |
| 2    | Gregor Schlierenzauer | 268.2  |
| 3    | Thomas Morgenstern    | 243.5  |

Au premier concours de l'étape d'Engelberg, le Suisse Simon Ammann remporte sa deuxième victoire de la saison et sa dixième victoire en Coupe du monde de saut à ski devant son public. C'est avec des sauts de 137,5 m et 133 m, pour un total de 270,4 points, que le Suisse devance son rival et champion de la Coupe du monde 2009, l'Autrichien Gregor Schlierenzauer. La troisième marche du podium est décernée à un autre Autrichien, Thomas Morgenstern. Avec cette victoire, Ammann qui était second au classement général avant le concours, prend la tête du classement général pour une première fois de la saison, avec seulement deux points devant Schlierenzauer.

##### HS137Engelberg, 19 décembre 2009
| Rang | Nom                   | Points |
| ---- | --------------------- | ------ |
| 1    | Gregor Schlierenzauer | 265.6  |
| 2    | Simon Ammann          | 264.6  |
| 3    | Andreas Kofler        | 250.5  |

L'Autrichien Gregor Schlierenzauer qui avait perdu le maillot jaune la veille à Engelberg reprend la tête du classement général de la Coupe du monde 2010 en signant sa seconde victoire de la saison avec des sauts de 137,0 m et 130,0 m pour 265,6 points, un seul point devant le Suisse Simon Ammann (138,0 m et 129,0 m). L'Autrichien Andreas Kofler avec 250,5 points se mérite la troisième place, son premier podium individuel cette saison.

##### HS137Engelberg, 20 décembre 2009
| Rang | Nom                   | Points |
| ---- | --------------------- | ------ |
| 1    | Simon Ammann          | 144.8  |
| 2    | Bjørn Einar Romøren   | 140.4  |
| 3    | Daiki Itō             | 132.6  |
|      |                       |        |
| 6    | Gregor Schlierenzauer | 126.0  |

Au troisième et dernier concours de l'étape de Engelberg, le Suisse Simon Ammann remporte de nouveau la première marche du podium, avec un saut de 141,0 m, égalant le record du tremplin établi par le Finlandais Janne Ahonen. Ammann devance avec 144,8 points, le deuxième saut ayant été annulé à cause des vents, le Norvégien Bjørn Einar Romøren qui bondit à 138,0 m. Le Japonais Daiki Itō termine 3e avec son premier podium de la saison. Avec cette victoire, Simon Ammann reprend la tête du classement général devant l'Autrichien Gregor Schlierenzauer qui termine en 6e position. C'est le premier podium de la saison sans représentant de l'Autriche.

#### Tournée des quatre tremplins

##### HS137Oberstdorf, 29 décembre 2009
| Rang | Nom                | Points |
| ---- | ------------------ | ------ |
| 1    | Andreas Kofler     | 265.2  |
| 2    | Janne Ahonen       | 253.3  |
| 3    | Thomas Morgenstern | 250.3  |
|      |                    |        |
| 5    | Simon Ammann       | 236.6  |

Au premier concours de la tournée des quatre tremplins à Oberstdorf, l'Autrichien Andreas Kofler surprend avec sa première victoire en épreuve individuelle cette saison. Avec des sauts de 125,0 m et de 134,0 m, Kofler devance le Finlandais Janne Ahonen qui termine second malgré un premier saut à 116,5 m. Finalement, l'Autrichien Thomas Morgenstern termine troisième avec son troisième podium de la saison. Le Suisse Simon Ammann, détenteur du maillot jaune, termine cinquième, quatre positions de mieux que son rival, l'Autrichien Gregor Schlierenzauer.

##### HS140Garmisch-Partenkirchen,1erjanvier 2010
| Rang | Nom                   | Points |
| ---- | --------------------- | ------ |
| 1    | Gregor Schlierenzauer | 277.7  |
| 2    | Wolfgang Loitzl       | 272.5  |
| 3    | Simon Ammann          | 272.4  |

Le champion en titre de la saison dernière en Coupe du monde, l'Autrichien Gregor Schlierenzauer commence l'année en force en remportant le deuxième concours de la tournée des quatre tremplins à Garmisch-Partenkirchen avec des sauts de 136,5 m et de 137,5 m pour un total de 277,7 points. Son compatriote Wolfgang Loitzl champion de la tournée des quatre tremplins l'an dernier, arrive second avec deux bonds de 135,0 m. Avec une troisième position, le leader au classement général, le Suisse Simon Ammann conserve son maillot jaune, 18 points devant Schlierenzauer.

##### HS130Innsbruck, 3 janvier 2010
| Rang | Nom                   | Points |
| ---- | --------------------- | ------ |
| 1    | Gregor Schlierenzauer | 251.1  |
| 2    | Simon Ammann          | 237.8  |
| 3    | Janne Ahonen          | 272.5  |

L'Autrichien Gregor Schlierenzauer reprend la tête du classement général en enlevant la victoire au troisième concours de la tournée des quatre tremplins devant son public à Innsbruck. C'est avec des sauts de 130 m et 122 m que Schlierenzauer devance le Suisse Simon Ammann et le Finlandais Janne Ahonen. Quatrième à ce concours, l'Autrichien Andreas Kofler conserve la tête du classement de la tournée, immédiatement suivi par son compatriote Gregor Schlierenzauer.

##### HS140Bischofshofen, 6 janvier 2010
| Rang | Nom                   | Points |
| ---- | --------------------- | ------ |
| 1    | Thomas Morgenstern    | 264.7  |
| 2    | Janne Ahonen          | 264.0  |
| 3    | Simon Ammann          | 261.5  |
|      |                       |        |
| 6    | Gregor Schlierenzauer | 253.5  |

C'est l'Autrichien Thomas Morgenstern qui remporte la quatrième et dernière manche de la tournée des quatre tremplins à Bischofshofen, avec des sauts de 133 m et 136 m. Avec sa troisième place, le Suisse Simon Ammann reprend la tête du classement général. La tournée des quatre tremplins est finalement remportée par l'Autrichien Andreas Kofler. Leader tout au long de la tournée, il réussit l'exploit malgré un seul podium, sa victoire à Oberstdorf. Avec 1 027,2 points, Kofler devance le Finlandais Janne Ahonen (1 013,9 points) et son compatriote Wolfgang Loitzl (1 011,6 points).

#### Cinquième étape à Tauplitz

##### H200Tauplitz, 9 janvier 2010
| Rang | Nom            | Points |
| ---- | -------------- | ------ |
| 1    | Robert Kranjec | 382.5  |
| 2    | Simon Ammann   | 382.0  |
| 3    | Martin Koch    | 379.2  |

Disputée sur le tremplin de Tauplitz, la première épreuve de vol à ski de la saison permet au Slovène Robert Kranjec de décrocher sa deuxième victoire en carrière. Leader après la première manche, le Suisse Simon Ammann doit se contenter de la seconde place à seulement 0,5 point du vainqueur du jour. Il en profite néanmoins pour accentuer son avance au classement général, son rival Gregor Schlierenzauer ne prenant que la 5e place. Le podium est complété par l'Autrichien Martin Koch, spécialiste de la discipline, avec un total de 379,2 points. À noter la surprenante 4e place du Tchèque Antonin Hajek, de retour après deux ans d'absence en Coupe du monde.

##### H200Tauplitz, 10 janvier 2010
| Rang | Nom                   | Points |
| ---- | --------------------- | ------ |
| 1    | Gregor Schlierenzauer | 401.7  |
| 2    | Robert Kranjec        | 392.6  |
| 3    | Harri Olli            | 388.0  |
|      |                       |        |
| 5    | Simon Ammann          | 376.7  |

Le second concours au tremplin de Tauplitz a été témoin de la victoire de l'Autrichien Gregor Schlierenzauer. Des sauts de 203,5 m et 205 m pour 401,7 lui ont permis de devancer le gagnant du premier concours le Slovène Robert Kranjec (203,5 m et 205 m). Le Finlandais Harri Olli termine sur la dernière marche du podium avec 388 points. Lors du concours, Schlierenzauer est le seul compétiteur à avoir cumulé deux sauts au-dessus des 200 m. Avec la cinquième place du Suisse Simon Ammann, l'Autrichien reprend à nouveau le maillot jaune à la tête du classement général de la Coupe du monde.

#### Sixième étape à Sapporo

##### HS134Sapporo, 16 janvier 2010
| Rang | Nom                   | Points |
| ---- | --------------------- | ------ |
| 1    | Thomas Morgenstern    | 271.5  |
| 2    | Andreas Wank          | 267.5  |
| 3    | Daiki Ito             | 266.3  |
|      |                       |        |
| -    | Gregor Schlierenzauer | -      |

Le premier concours de la seule étape hors de l'Europe a été remporté par l'Autrichien Thomas Morgenstern au tremplin de Sapporo avec des sauts de 131,5 m et 131 m pour sa deuxième victoire de l'hiver. Tout juste derrière  Morgenstern, l'Allemand Andreas Wank monte sur les marches du podium pour la toute première fois de sa carrière avec un total de 267,5 points pour la 2e position. La dernière marche du podium est occupée par le Japonais Daiki Itō, réalisant son second podium de la saison. Le concours a été disputé en l'absence de la plupart des favoris à l'exception du Suisse Simon Ammann, qui termine 5e. Le Suisse reprend la tête du classement et creuse ainsi l'écart avec son grand rival Gregor Schlierenzauer, celui-ci n'ayant pas fait le voyage.

##### HS134Sapporo, 17 janvier 2010
| Rang | Nom           | Points |
| ---- | ------------- | ------ |
| 1    | Simon Ammann  | 293.1  |
| 2    | Noriaki Kasai | 255.7  |
| 3    | Martin Koch   | 255.4  |

Profitant de l'absence de plusieurs favoris, le Suisse Simon Ammann ajoute 100 points et creuse à 143 points l'écart au classement général avec son rival Gregor Schlierenzauer. C'est avec des bonds de 139,5 m et 135 m au tremplin d'Okurayama que le Suisse monte sur la plus haute marche du podium. Initialement second, l'Autrichien Thomas Morgenstern est disqualifié à cause d'une combinaison non-conforme. C'est le vétéran Noriaki Kasai, champion du monde de vol à ski à Harrachov en 1992, qui remporte la seconde place, son meilleur résultat en Coupe du monde depuis sa victoire à Park City en 2004. C'est l'Autrichien Martin Koch que l'on retrouve en troisième position, son deuxième podium du mois de janvier.

#### Septième étape à Zakopane

##### HS134Zakopane, 22 janvier 2010
| Rang | Nom                   | Points |
| ---- | --------------------- | ------ |
| 1    | Gregor Schlierenzauer | 289.8  |
| 2    | Simon Ammann          | 278.1  |
| 3    | Thomas Morgenstern    | 266.2  |

Au premier concours de Zakopane, l'Autrichien Gregor Schlierenzauer remporte sa sixième victoire de l'hiver. Avec cette victoire, Schlierenzauer, âgé de seulement 20 ans, remporte sa 30e victoire en Coupe du monde de saut à ski. Meneur après son premier saut de 138 m, l'Autrichien concrétise sa victoire en effectuant le meilleur de la seconde manche. Détenteur du maillot jaune, le Suisse Simon Ammann remporte la seconde place et conserve sa position au classement général en Coupe du monde. La troisième marche du podium est disputée par les Autrichiens Thomas Morgenstern et Wolfgang Loitzl et c'est finalement Morgenstern qui l'emporte avec 4/10 de points d'avance sur Loitzl.

##### HS134Zakopane, 23 janvier 2010
| Rang | Nom                   | Points |
| ---- | --------------------- | ------ |
| 1    | Gregor Schlierenzauer | 295.6  |
| 2    | Simon Ammann          | 288.1  |
| 3    | Thomas Morgenstern    | 276.2  |

Un podium copié-collé pour le deuxième concours de Zakopane où l'Autrichien Gregor Schlierenzauer remporte sa deuxième victoire consécutive avec des sauts de 140 m et 134 m pour 295,6 points et rejoint la 5e place au classement historique de la Coupe du monde, dominée par le Finlandais Matti Nykaenen avec 46 victoires. Comme au concours précédent, le Suisse Simon Ammann remporte la deuxième marche du podium avec un bond à 140,5 m et établit un nouveau record pour le tremplin polonais. Schlierenzauer, avec ses deux victoires conjuguées aux secondes places du détenteur du maillot jaune, ne s'est rapproché que de 40 points de Simon Ammann.

#### Huitième étape à Oberstdorf

##### HS213Oberstdorf, 31 janvier 2010
| Rang | Nom                 | Points |
| ---- | ------------------- | ------ |
| 1    | Anders Jacobsen     | 426.7  |
| 2    | Robert Kranjec      | 418.1  |
| 3    | Johan Remen Evensen | 416.2  |
|      |                     |        |
| 4    | Simon Ammann        | 415.2  |

Le second concours de Oberstdorf a vu le second podium de la saison sans les Autrichiens, c'est le Norvégien Anders Jacobsen qui remporte la victoire de vol à skis avec des bonds de 213,5 m et 210,0 m pour un total de 426,7 points. Le dernier podium en épreuve individuelle pour Jacobsen remonte à la saison dernière, au même tremplin de Oberstdorf. La seconde position est remportée par le Slovène Robert Kranjec (202,5 m et 214,0 m) qui se mérite son troisième podium de vol à skis cette saison, les deux premiers ayant été réalisés à Tauplitz. La troisième marche du podium est décernée à un autre Norvégien, Johan Remen Evensen. Malgré un quatrième position à ce concours, le meneur au classement général, le Suisse Simon Ammann, renforce son avance sur l'Autrichien Gregor Schlierenzauer (qui termine 7e) à 117 points d'avance.

#### Neuvième étape à Klingenthal

##### HS140Klingenthal, 3 février 2010
| Rang | Nom                   | Points |
| ---- | --------------------- | ------ |
| 1    | Simon Ammann          | 263.9  |
| 2    | Adam Malysz           | 257.2  |
| 3    | Gregor Schlierenzauer | 245.4  |

Au concours de Klingenthal, le détenteur du maillot jaune, le Suisse Simon Ammann remporte la victoire et consolide un peu plus son avance sur tenant du titre, l'Autrichien Gregor Schlierenzauer. Schlierenzauer, qui loin de s'avouer vaincu, termine le concours en troisième position. Il est trop tôt pour dire si son pari de s'absenter, en guise de préparation olympique, des deux concours de Sapporo au Japon aura été risqué, puisque 157 points le sépare maintenant d'Ammann. La seconde position du concours revient au Polonais Adam Malysz qui, avec ce retour à l'avant-plan de la compétition à deux semaines des Jeux olympiques laisse entrevoir plusieurs possibilités.

#### Dixième étape àWillingen

##### HS145Willingen, 6 février 2010
| Rang | Nom                   | Points |
| ---- | --------------------- | ------ |
| 1    | Gregor Schlierenzauer | 273.7  |
| 2    | Anders Jacobsen       | 269.0  |
| 3    | Michael Neumayer      | 264.5  |
|      |                       |        |
| -    | Simon Ammann          | -      |

Au concours de Willingen, dernière étape de la Coupe du monde avant les Jeux olympiques, l'Autrichien Gregor Schlierenzauer profite de l'absence du détenteur du leader au classement général de la coupe du monde, le Suisse Simon Ammann, afin de remporter sa 32e victoire en carrière. Schlierenzauer s'est imposé avec des sauts de 142,5 m et 137,5 m pour un total de 273,7 points. Au second rang on retrouve le Norvégien Anders Jacobsen avec des bonds de 139 m et 138,5 m pour son second podium de l'hiver. Quatrième après le premier saut, l'Allemand Michael Neumayer remporte la troisième marche du podium avec un second saut de 141 m. Pour Neumayer il s'agit de son premier podium de la saison, son deuxième en carrière. Il était également monté sur la troisième marche le 1er janvier 2008 à Garmisch-Partenkirchen. Avec cette victoire, la différence de points entre la première et la seconde position au classement général s'amenuise à seulement 57 points avec encore 4 concours d'ici la fin de la saison.

## Épreuves par équipes
- L'équipe surlignée en jaune est, au moment de la compétition, le meneur au classement de la Coupe du monde.

### Déroulement de la saison

#### Kuusamo (HS142Finlande, 27 novembre 2009)
| Rang | Pays      | Points |
| ---- | --------- | ------ |
| 1    | Autriche  | 1113.6 |
| 2    | Allemagne | 1099.2 |
| 3    | Finlande  | 1058.0 |

Épreuve d'ouverture de la saison 2010, le concours par équipes de Kuusamo n'a fait que confirmer la domination de l'Autriche sur le saut à ski. D'ores et déjà champions du monde et champions olympiques en titre, le quatuor autrichien composé de Wolfgang Loitzl, Andreas Kofler, Gregor Schlierenzauer et Thomas Morgenstern l'emporte avec un total de 1 113,6 points. Longtemps leader, l'équipe d'Allemagne se contente de la seconde place après un dernier saut trop court de Martin Schmitt. Pays hôte de l'épreuve, la Finlande monte sur la troisième marche du podium.

#### Oberstdorf (HS213Allemagne, 30 janvier 2010)
| Rang | Pays     | Points |
| ---- | -------- | ------ |
| 1    | Autriche | 1560.4 |
| 2    | Norvège  | 1539.2 |
| 3    | Finlande | 1505.3 |

C'est sans surprise que l'Autriche, championne olympique et du monde en titre, remporte la seconde étape du saut à ski en épreuve par équipes au premier concours d'Oberstdorf. C'est piloté par le numéro 1 de la saison dernière, Gregor Schlierenzauer et par le vainqueur de la tournée des quatre tremplins, Andreas Kofler, que l'Autriche s'est imposé avec un total 1 560,4 points devant la Norvège (1 539,2 points) et la Finlande (1 505,3 points).

#### Willingen (HS145Allemagne, 7 février 2010)
| Rang | Pays      | Points |
| ---- | --------- | ------ |
| 1    | Allemagne | 965.5  |
| 2    | Norvège   | 959.6  |
| 3    | Autriche  | 937.1  |

À près d'une semaine de la cérémonie d'ouverture des Jeux olympiques, l'Autriche, la Finlande, la Slovénie, la Russie, la Suisse, la République tchèque et la Pologne décident de laisser au repos leurs sélectionnés olympiques. La victoire de la troisième étape du saut à ski en épreuve par équipes au second concours de Willingen est remportée par l'Allemagne, piloté par l'ancien numéro un mondial, Martin Schmitt. En deuxième position on retrouve la Norvège qui, tout comme l'Allemagne et la France, a participé à la compétition avec son équipe régulière. La troisième marche du podium est occupée par l'équipe B de l'Autriche.

## Calendrier

### Épreuves individuelles
| Date                                                              | Lieu                                            | Épreuve                                         | Vainqueur                             | Deuxième                              | Troisième                             |
| ----------------------------------------------------------------- | ----------------------------------------------- | ----------------------------------------------- | ------------------------------------- | ------------------------------------- | ------------------------------------- |
| 28 novembre 2009                                                  | Kuusamo                                         | HS142                                           | Bjoern Einar Romoeren                 | Pascal Bodmer                         | Wolfgang Loitzl                       |
| 5 décembre 2009                                                   | Lillehammer                                     | HS140                                           | Gregor Schlierenzauer                 | Thomas Morgenstern                    | Adam Małysz                           |
| 6 décembre 2009                                                   | Lillehammer                                     | HS140                                           | Simon Ammann                          | Harri Olli                            | Emmanuel Chedal                       |
| 12 décembre 2009                                                  | Harrachov                                       | HS142                                           | Annulées en raison du manque de neige | Annulées en raison du manque de neige | Annulées en raison du manque de neige |
| 13 décembre 2009                                                  | Harrachov                                       | HS142                                           | Annulées en raison du manque de neige | Annulées en raison du manque de neige | Annulées en raison du manque de neige |
| 18 décembre 2009                                                  | Engelberg                                       | HS137                                           | Simon Ammann                          | Gregor Schlierenzauer                 | Thomas Morgenstern                    |
| 19 décembre 2009                                                  | Engelberg                                       | HS137                                           | Gregor Schlierenzauer                 | Simon Ammann                          | Andreas Kofler                        |
| 20 décembre 2009                                                  | Engelberg                                       | HS137                                           | Simon Ammann                          | Bjoern Einar Romoeren                 | Daiki Itō                             |
| Tournée des quatre tremplins (29 décembre 2009 au 6 janvier 2010) |                                                 |                                                 |                                       |                                       |                                       |
| 28 décembre 2009                                                  | Oberstdorf                                      | HS137                                           | Andreas Kofler                        | Janne Ahonen                          | Thomas Morgenstern                    |
| 1er janvier 2010                                                  | Garmisch-Partenkirchen                          | HS140                                           | Gregor Schlierenzauer                 | Wolfgang Loitzl                       | Simon Ammann                          |
| 3 janvier 2010                                                    | Innsbruck                                       | HS130                                           | Gregor Schlierenzauer                 | Simon Ammann                          | Janne Ahonen                          |
| 6 janvier 2010                                                    | Bischofshofen                                   | HS140                                           | Thomas Morgenstern                    | Janne Ahonen                          | Simon Ammann                          |
| Classement final - Tournée des quatre tremplins                   | Classement final - Tournée des quatre tremplins | Classement final - Tournée des quatre tremplins | Andreas Kofler                        | Janne Ahonen                          | Wolfgang Loitzl                       |
| Fin de la Tournée des quatre tremplins                            |                                                 |                                                 |                                       |                                       |                                       |
| 9 janvier 2010                                                    | Tauplitz                                        | HS200                                           | Robert Kranjec                        | Simon Ammann                          | Martin Koch                           |
| 10 janvier 2010                                                   | Tauplitz                                        | HS200                                           | Gregor Schlierenzauer                 | Robert Kranjec                        | Harri Olli                            |
| 16 janvier 2010                                                   | Sapporo                                         | HS134                                           | Thomas Morgenstern                    | Andreas Wank                          | Daiki Ito                             |
| 17 janvier 2010                                                   | Sapporo                                         | HS134                                           | Simon Ammann                          | Noriaki Kasai                         | Martin Koch                           |
| 22 janvier 2010                                                   | Zakopane                                        | HS134                                           | Gregor Schlierenzauer                 | Simon Ammann                          | Thomas Morgenstern                    |
| 23 janvier 2010                                                   | Zakopane                                        | HS134                                           | Gregor Schlierenzauer                 | Simon Ammann                          | Thomas Morgenstern                    |
| 31 janvier 2010                                                   | Oberstdorf                                      | HS213                                           | Anders Jacobsen                       | Robert Kranjec                        | Johan Remen Evensen                   |
| 3 février 2010                                                    | Klingenthal                                     | HS140                                           | Simon Ammann                          | Adam Malysz                           | Gregor Schlierenzauer                 |
| 6 février 2010                                                    | Willingen                                       | HS145                                           | Gregor Schlierenzauer                 | Anders Jacobsen                       | Michael Neumayer                      |
| Tournée nordique (7 au 17 mars 2010)                              |                                                 |                                                 |                                       |                                       |                                       |
| 7 mars 2010                                                       | Lahti                                           | HS130                                           | Simon Ammann                          | Adam Malysz                           | Thomas Morgenstern                    |
| 9 mars 2010                                                       | Kuopio                                          | HS127                                           | Simon Ammann                          | Adam Malysz                           | Anders Jacobsen                       |
| 12 mars 2010                                                      | Lillehammer                                     | HS138                                           | Simon Ammann                          | Gregor Schlierenzauer                 | Adam Malysz                           |
| 14 mars 2010                                                      | Oslo                                            | HS134                                           | Simon Ammann                          | Adam Malysz                           | Andreas Kofler                        |
| Classement final - Tournée nordique                               | Classement final - Tournée nordique             | Classement final - Tournée nordique             | Simon Ammann                          | Adam Malysz                           | Thomas Morgenstern                    |
| Fin de la Tournée nordique                                        |                                                 |                                                 |                                       |                                       |                                       |

### Épreuves par équipes
| Date             | Lieu       | Épreuve | Vainqueur                                                                       | Deuxième                                                                   | Troisième                                                                      |
| ---------------- | ---------- | ------- | ------------------------------------------------------------------------------- | -------------------------------------------------------------------------- | ------------------------------------------------------------------------------ |
| 27 novembre 2009 | Kuusamo    | HS142   | AutricheWolfgang Loitzl Andreas Kofler Gregor Schlierenzauer Thomas Morgenstern | AllemagneMichael Uhrmann Michael Neumayer Pascal Bodmer Martin Schmitt     | FinlandeMatti Hautamaeki Kalle Keituri Harri Olli Janne Ahonen                 |
| 30 janvier 2010  | Oberstdorf | HS213   | AutricheMartin Koch Andreas Kofler Wolfgang Loitzl Gregor Schlierenzauer        | NorvègeJohan Remen Evensen Tom Hilde Anders Jacobsen Bjoern Einar Romoeren | FinlandeMatti Hautamaeki Kalle Keituri Janne Ahonen Harri Olli                 |
| 7 février 2010   | Willingen  | HS145   | AllemagneMichael Neumayer Pascal Bodmer Martin Schmitt Michael Uhrmann          | NorvègeJohan Remen Evensen Tom Hilde Anders Jacobsen Bjoern Einar Romoeren | AutricheFlorian Schabereiter Michael Hayboeck Stefan Thurnbichler David Zauner |
| 6 mars 2010      | Lahti      | HS130   | NorvègeAnders Bardal Roar Ljoekelsoey Tom Hilde Anders Jacobsen                 | AutricheWolfgang Loitzl Martin Koch Andreas Kofler Thomas Morgenstern      | AllemagneMichael Uhrmann Martin Schmitt Andreas Wank Michael Neumayer          |